# Sociedade Esportiva e Recreativa Chapadão
El Sociedade Esportiva e Recreativa Chapadão es un equipo de fútbol de Brasil que juega en el Campeonato Sul-Matogrossense, la primera división del estado de Mato Grosso del Sur. En 2003 participa por primera vez en el Campeonato Brasileño de Serie C, la tercera división nacional.

## Historia
Fue fundado el 28 de agosto de 1981 en el municipio de Chapadao do Sul del estado de Mato Grosso del Sur cuando la ciudad era conocida como Chapadão dos Gaúchos hasta 1987 por un grupo de aficionados del Gremio de Porto Alegre y SC Internacional, por lo que los colores del club son rojo por el SC Internacional, azul por el Gremio de Porto Alegre y blanco para crear equilibrio.
En sus inicios solo participaban en torneos municipales hasta que en 1991 se les otorga una invitación para participar en el Campeonato Sul-Matogrossense, aunque entraron a la segunda división estatal en ese año. En 1993 juega por primera vez en la primera división estatal, obteniendo su primer título estatal en 1995.
Tras participaciones intermitentes el club termina en tercer lugar del Campeonato Sul-Matogrossense en 2002 y con ello clasifica al Campeonato Brasileño de Serie C de 2003, la que fue su primera participación en una competición a escala nacional, donde superó la primera ronda como segundo lugar de su grupo, en la segunda ronda elimina al Tocantinópolis Esporte Clube del estado de Tocantins por la regla del gol de visitante, pero es eliminado en la tercera ronda por el mismo método por el Palmas Futebol e Regatas del estado de Tocantins finalizando en el lugar 27 entre 95 equipos.
Ese mismo año logra ser campeón estatal por segunda ocasión, lo que le da nuevamente la clasificación al Campeonato Brasileño de Serie C y a la Copa de Brasil por primera vez. En la serie C no obtuvo los mismos resultados del año anterior y fue eliminado en la primera ronda al terminar tercero en su grupo entre cuatro equipos, mientras que en la Copa de Brasil fue eliminado en la primera ronda 1-2 por el Gremio de Porto Alegre del estado de Río Grande del Sur.
En esa temporada no pudo revalidar su título de campeón estatal, aunque sí logró clasificar nuevamente a la Copa de Brasil de 2005, donde vuelve a ser eliminado en la primera ronda, en esta ocasión 1-4 por el SC Internacional del estado de Río Grande del Sur.
Al año siguiente logra clasificar por tercera ocasión al Campeonato Brasileño de Serie C donde es eliminado en la primera ronda al finalizar tercero en su grupo entre cuatro equipos quedando apenas a un punto de la clasificación. Al año siguiente regresa a la Copa de Brasil luego de ser subcampeón estatal en 2006 donde fue eliminado en la primera ronda 0-2 por el Portuguesa Santista del estado de Sao Paulo.

## Palmarés
- Campeonato Sul-Matogrossense: 2

1995, 2003
- Campeonato Sul-Matogrossense Serie B: 2

2009, 2014